# Elvíra Kastilská (leónská královna)
Elvíra García (asi 978–1017) byla leónská královna sňatkem s králem Bermudem II. a regentkou Leónu společně s hrabětem Menendem Gonzálezem během nezletilosti svého syna Alfonse V. od roku 999 do roku 1008.

## Život
Přestože rok jejího narození není zdokumentován, musela se narodit krátce před nebo po roce 978, protože se 24. listopadu téhož roku neobjevuje se svými staršími sestrami Urracou a Todou v zakládací listině Infantada v Covarrubias. Její manžel, Bermudo II. Leónský, byl jejím bratrancem, pokud je diskutovaná příbuznost Bermuda jako syna královny Urracy Fernández správná.
Sňatek se konal koncem listopadu 991 a oba v roce 992 společně potvrdili královské listiny. Sňatek, který se konal poté, co Bermudo někdy mezi lety 988 a 991 zavrhl svou první manželku Velasquitu Ramírez, zpečetil spojenectví mezi Leónským královstvím a Kastilským hrabstvím, které významně posílilo leónskou korunu.

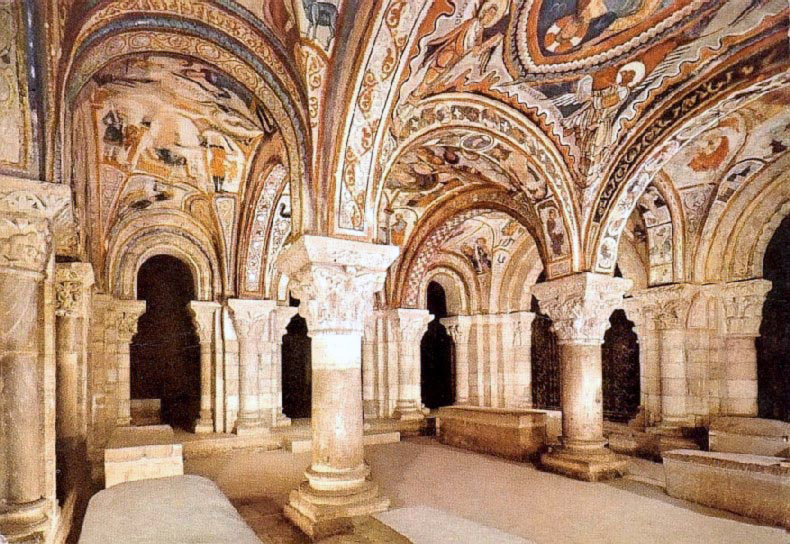
Pantheon králů v bazilice de San Isidoro

Bermudo II. zemřel v září 999. Jeho nástupcem se stal jeho nezletilý syn infant Alfons, posvěcený králem 13. října téhož roku pod vedením jeho matky, královny Elvíry. Listinu, kde se Alfons poprvé objevuje jako král, potvrdila jeho matka, následoval hrabě Menendus Gundisaluis comes (hrabě Menendo González), Santius, dux, Garsea prolis (Sancho, vévoda, syn Garcíi, tj. Sancho García, bratr Elvíry) a několik biskupů a velmožů říše. V roce 1004 hrabě Sancho García s podporou své sestry královny Elvíry napadl vychovatelství hraběte Menenda u jeho synovce, mladého krále Alfonsa. Aby se vyhnuli ozbrojenému konfliktu, oba usilovali o arbitráž córdobského hadžiba al-Muzaffara, jehož zástupce, kádí z mozárabské komunity v Córdobě, Asbag bin Abd Alláh bin Nabil, rozhodl ve prospěch Menenda, který zůstal vychovatelem krále až do své smrti v říjnu 1008, po níž Alfons vládl sám.
Dobré vztahy mezi Alfonsem a jeho strýcem z matčiny strany, hrabětem Sanchem Garcíou, byly narušeny v roce 1014, kdy se proti králi vzbouřil člen klanu Banu Gómez jménem Munio Fernández, který, jak se zdálo, počítal se Sanchovou podporou. Tato roztržka se shodovala nebo spíše vedla ke stáhnutí se královny Elvíry do ústraní v Oviedu, kde zemřela na podzim roku 1017. Elvířina přítomnost je zaznamenána naposledy 18. srpna 1017, kdy její syn poslal dar katedrále v Santiagu de Compostela. Byla pohřbena v Pantheonu králů v bazilice San Isidoro v Leónu.

## Děti
Elvíra a Bermudo II. měli tři děti:
- Alfons V.
- Sancha Bermúdez[3]
- Teresa Bermúdez († 25. dubna 1039)[3]

### Sancha Bermúdez
Sancha Bermúdez žila v Galicii.

### Teresa Bermúdez
V roce 1017 potvrdila Teresa Bermúdez matčin grant Santiagu de Compostela a ona a její sestra Sancha byly ve stejném roce zapojeny do soudního sporu o klášter Santa Eulalia de Fingoy. Jako jeptiška, pravděpodobně v klášteře San Pelayo v Oviedu, kde později zemřela, poskytla Santiagu se svou sestrou Sanchou v roce 1028, respektive 1030, dary vlastní. Podle biskupa Pelagia z Ovieda ji po smrti jejího otce její bratr Alfons „pro mír“ provdal za pohanského (muslimského) toledského krále. Arabský muslimský historiograf a historik Ibn Chaldún napsal, že v roce 993 poslal král Bermudo Almanzorovi dceru. Ten z ní udělal svou otrokyni, později ji osvobodil a pak se s ní oženil. Nizozemský arabista Reinhart Dozy dospěl k závěru, že se jednalo o stejnou událost a že Teresu Bermúdez dal její otec nebo její bratr Almanzorovi, a když byla v roce 1003 po Almanzorově smrti propuštěna, vrátila se do Leónského království, kde se stala jeptiškou. Moderní historici zpochybňují pravdivost těchto událostí a věří, že Teresa byla zaměněna s jednou z dcer krále Sancha II. z Pamplony, zvanou Urraca nebo Abda, kterou její otec dal Almanzorovi v roce 983, protože Teresa se narodila až po svatbě svých rodičů, tedy po roce 991. Simon Barton navrhl, že ačkoli je nepravděpodobné, že by se vdala v roce 993, je možné, že ji později mohl provdat její bratr za muslimského prince, jak uvádí biskup Pelagius, ale že to byl jeden z Almanzorových synů, 'Abd al. - Malik al-Muzaffar nebo 'Abd al-Rahman Sanchuelo, jejichž smrt v roce 1008 a 1009 mohla umožnit Teresin návrat.

## Vývod z předků
|                                    |                             |  |                                |                              |  |  |  |  |  |  |  | Fernando González 'el Negro' de Castrosiero |
|                                    |                             |  |                                |                              |  |  |  |  |  |  |  |                                             |
|                                    | Gonzalo Fernández Kastilský |  |                                |                              |  |  |  |  |  |  |  |                                             |
|                                    |                             |  |                                |                              |  |  |  |  |  |  |  |                                             |
|                                    |                             |  |                                | Gontiña Muñoz                |  |  |  |  |  |  |  |                                             |
|                                    |                             |  |                                |                              |  |  |  |  |  |  |  |                                             |
|                                    | Fernán González Kastilský   |  |                                |                              |  |  |  |  |  |  |  |                                             |
|                                    |                             |  |                                |                              |  |  |  |  |  |  |  |                                             |
|                                    |                             |  |                                |                              |  |  |  |  |  |  |  |                                             |
|                                    |                             |  |                                |                              |  |  |  |  |  |  |  |                                             |
|                                    | Muniadona                   |  |                                |                              |  |  |  |  |  |  |  |                                             |
|                                    |                             |  |                                |                              |  |  |  |  |  |  |  |                                             |
|                                    |                             |  |                                |                              |  |  |  |  |  |  |  |                                             |
|                                    |                             |  |                                |                              |  |  |  |  |  |  |  |                                             |
|                                    | García Fernández Kastilský  |  |                                |                              |  |  |  |  |  |  |  |                                             |
|                                    |                             |  |                                |                              |  |  |  |  |  |  |  |                                             |
|                                    |                             |  |                                | García Jiménez z Pamplony    |  |  |  |  |  |  |  |                                             |
|                                    |                             |  |                                |                              |  |  |  |  |  |  |  |                                             |
|                                    | Sancho I. Pamplonský        |  |                                |                              |  |  |  |  |  |  |  |                                             |
|                                    |                             |  |                                |                              |  |  |  |  |  |  |  |                                             |
|                                    |                             |  |                                | Dadildis Pallarská           |  |  |  |  |  |  |  |                                             |
|                                    |                             |  |                                |                              |  |  |  |  |  |  |  |                                             |
|                                    | Sancha Sánchez z Pamplony   |  |                                |                              |  |  |  |  |  |  |  |                                             |
|                                    |                             |  |                                |                              |  |  |  |  |  |  |  |                                             |
|                                    |                             |  |                                | Aznar Sánchez de Larraún     |  |  |  |  |  |  |  |                                             |
|                                    |                             |  |                                |                              |  |  |  |  |  |  |  |                                             |
|                                    | Toda z Pamplony             |  |                                |                              |  |  |  |  |  |  |  |                                             |
|                                    |                             |  |                                |                              |  |  |  |  |  |  |  |                                             |
|                                    |                             |  |                                | Onneca Fortúnez              |  |  |  |  |  |  |  |                                             |
|                                    |                             |  |                                |                              |  |  |  |  |  |  |  |                                             |
| Elvíra Kastilská, královna leónská |                             |  |                                |                              |  |  |  |  |  |  |  |                                             |
|                                    |                             |  |                                |                              |  |  |  |  |  |  |  |                                             |
|                                    |                             |  | Ramón I. z Pallars a Ribagorzy |                              |  |  |  |  |  |  |  |                                             |
|                                    |                             |  |                                |                              |  |  |  |  |  |  |  |                                             |
|                                    | Bernardo I. z Ribagorzy     |  |                                |                              |  |  |  |  |  |  |  |                                             |
|                                    |                             |  |                                |                              |  |  |  |  |  |  |  |                                             |
|                                    |                             |  |                                |                              |  |  |  |  |  |  |  |                                             |
|                                    |                             |  |                                |                              |  |  |  |  |  |  |  |                                             |
|                                    | Ramón II. z Ribagorzy       |  |                                |                              |  |  |  |  |  |  |  |                                             |
|                                    |                             |  |                                |                              |  |  |  |  |  |  |  |                                             |
|                                    |                             |  |                                | Galindo Aznárez II.          |  |  |  |  |  |  |  |                                             |
|                                    |                             |  |                                |                              |  |  |  |  |  |  |  |                                             |
|                                    | Toda Galíndez Aragonská     |  |                                |                              |  |  |  |  |  |  |  |                                             |
|                                    |                             |  |                                |                              |  |  |  |  |  |  |  |                                             |
|                                    |                             |  |                                | Acibella Garcés Gaskoňská    |  |  |  |  |  |  |  |                                             |
|                                    |                             |  |                                |                              |  |  |  |  |  |  |  |                                             |
|                                    | Ava z Ribagorzy             |  |                                |                              |  |  |  |  |  |  |  |                                             |
|                                    |                             |  |                                |                              |  |  |  |  |  |  |  |                                             |
|                                    |                             |  |                                | García II. Sánchez Gaskoňský |  |  |  |  |  |  |  |                                             |
|                                    |                             |  |                                |                              |  |  |  |  |  |  |  |                                             |
|                                    | Vilém Garcés Fézensacký     |  |                                |                              |  |  |  |  |  |  |  |                                             |
|                                    |                             |  |                                |                              |  |  |  |  |  |  |  |                                             |
|                                    |                             |  |                                | Amuna                        |  |  |  |  |  |  |  |                                             |
|                                    |                             |  |                                |                              |  |  |  |  |  |  |  |                                             |
|                                    | Garsende Fesensacká         |  |                                |                              |  |  |  |  |  |  |  |                                             |
|                                    |                             |  |                                |                              |  |  |  |  |  |  |  |                                             |
|                                    |                             |  |                                |                              |  |  |  |  |  |  |  |                                             |
|                                    |                             |  |                                |                              |  |  |  |  |  |  |  |                                             |
|                                    | Gersende de Toulouse        |  |                                |                              |  |  |  |  |  |  |  |                                             |
|                                    |                             |  |                                |                              |  |  |  |  |  |  |  |                                             |
|                                    |                             |  |                                |                              |  |  |  |  |  |  |  |                                             |
|                                    |                             |  |                                |                              |  |  |  |  |  |  |  |                                             |